# Nationale Vliegtuig Industrie
De NV Nationale Vliegtuig Industrie (NVI) was een Nederlandse vliegtuigbouwer (1922-1926) uit de beginjaren van de luchtvaart.

## De oprichting en Joop Carley
Op 13 april 1922 werd in Den Haag, op initiatief van Henk Walaardt Sacré en met behulp van het Engelse Vickers, de NV Nationale Vliegtuig Industrie opgericht. Joop Carley, toen nog maar 28 jaar, werd aangesteld als directeur en hoofdontwerper. De vliegtuigen werden aanvankelijk gebouwd in een deel van de machinefabriek van Burgerhout's Machinefabriek en Scheepswerf NV aan de Nieuwe Maas in Rotterdam. Na een brand op 5 december 1922 werd de bouw verplaatst naar Den Haag. Ook werd een hangar op vliegveld Waalhaven in gebruik genomen.
Nadat Spyker de vliegtuigbouw voor gezien hield kregen de NVI en Fokker van de Luchtvaartafdeeling de opdracht om ieder een vervanger te ontwerpen voor de Spyker V.2 lesvliegtuig. Carley ging aan de slag en kwam met de C.III. Helaas voor Carley koos de LVA voor de S.2 van Fokker. Volgens Carley was dit allemaal niet eerlijk gegaan. Carley nam in hetzelfde jaar nog ontslag.

## Frits Koolhoven
Zijn werk werd overgenomen door Frits Koolhoven, die geen werk meer had bij Spyker. Hij ontwierp de NVI F.K. 31, een jager die een groot succes leek te gaan worden, mede dankzij de tentoonstelling op de Parijse Luchtvaart Salon. Maar de prestaties van het vliegtuig bleken matig. De Franse luchtmacht had geen interesse. De order van de LA-KNIL viel tegen en Finland kocht er slechts acht en was niet erg tevreden. De daaropvolgende F.K. 29 en F.K. 32 bleken ook geen succes. Allebei zijn spoorloos verdwenen. De F.K. 33, ontworpen in opdracht van Albert Plesman, vloog slechts twee jaar voor de KLM en werd toen "afgedankt" als reclamevliegtuig. De F.K. 34, een watervliegtuig bedoeld voor de MLD, werd door de MLD afgekeurd en gesloopt. Het laatste vliegtuig, de F.K. 35, was wel erg bijzonder, het vliegtuig had een afneembare bovenvleugel. Het kon dus voor zowel een dubbel- als een laagdekker doorgaan. Maar dit vliegtuig werd vernield vlak voordat het tentoongesteld zou worden. Na al deze tegenvallers moest de NVI in 1926 zijn deuren sluiten. Al voor de surseance raakten Frits Koolhoven en het bestuur in conflict over premies die beloofd zouden zijn aan Frits Koolhoven, waarna deze beslag liet leggen op een deel van de inboedel. Het bestuur ontsloeg vervolgens Koolhoven. Er volgde een juridische strijd die Koolhoven uiteindelijk verloor. Fokker nam de inboedel over en stelde de crediteurs schadeloos. 
In 1925 nam de NVI nog wel de levering op zich van het onderstel van de Von Baumhauer helikopter.
Frits Koolhoven nam enkele jaren later de loods over van de NVI en begon hier zijn eigen vliegtuigfabriek.

## Vliegtuigtypen
- C.II (eenpersoonslesvliegtuig, eenmotorig propeller, dubbeldekker)

Dit was Carleys oorspronkelijke L.II, maar omdat Carley voor de NVI ging werken werd deze omgedoopt tot C.II. 1 exemplaar gebouwd.
- C.III (eenpersoonsjager, eenmotorig propeller, dubbeldekker)

Bedoeld als vervanger voor de LVA's Spyker V.2, maar orders bleven uit ten gunste van de Fokker S.2.
- F.K. 29 (driepersoonspassagiersvliegtuig, eenmotorig propeller, dubbeldekker)

Opvallend aan dit vliegtuig was de manier van instappen. De propeller kon opzijgeklapt worden waarna de passagiers via de voorkant konden instappen. Eén exemplaar gebouwd.
- F.K. 31 (tweepersoonsjager/verkenner, eenmotorig propeller, hoogdekker)

vier exemplaren gekocht door de ML-KNIL, acht aan de Finse luchtmacht, die er zelf ook nog vier in licentie liet bouwen. Zou ook door de Franse vliegtuigfabriek Buscaylet-De Monge in licentie gebouwd worden, maar dit is er nooit van gekomen.
- F.K. 32 (tweepersoonslesvliegtuig, eenmotorig propeller, dubbeldekker)

Eén exemplaar gebouwd en gratis geleverd aan de LA-KNIL in de hoop op een vervolgorder. Maar het mocht niet baten.
- F.K. 33 "Dikke Dirk" (passagiersvliegtuig, driemotorig propeller, hoogdekker)

Besteld door Albert Plesman voor de nachtvluchten van de KLM. Eén exemplaar gebouwd en maar twee jaar voor de KLM gevlogen, waarna het werd verkocht aan een Duits bedrijf dat luchtreclame verzorgde.
- F.K. 34 (watervliegtuig voor observaties, eenmotorig propeller, hoogdekker)

Eén exemplaar gebouwd, orders door de MLD bleven uit.
- F.K. 35 (tweepersoonsjachtvliegtuig, eenmotorig propeller, dubbel/laagdekker)

Bijzonder vanwege de afneembare bovenvleugel. Vernield tijdens vervoer.